# Скутаре
Скутарѐ е село в Южна България. То се намира в община Марица, област Пловдив.

## География
Село Скутаре се намира на 5 километра североизточно от град Пловдив. След него в същата посока са селата Рогош, Маноле, Манолско Конаре и др.

## История
Създадено е през VІІ век под името Скутарион, според историческите данни и сведения. Считано е за епископски център в Пловдивската епархия. За възникналите противоречия относно местонахождението на епископията на Скутарион е важно мнението на професор Петър Мутафчиев, който поддържа тезата, че търсеният град Скутарион се е намирал именно тук. В подкрепа на това мнение идват и следите на голямо селище в местността „Юрта“ на 1.5 км. в северозападна посока, където са открити зидове от постройки, монети и кюпове, което доказва, че там е съществувало селище.
Църквата „Свети Пророк Илия“ – е построена през 1879 г.
Първото училище в село Скутаре е било построено още по време на османската власт. Намирало се е в двора на църквата. Един от първите учители преди Освобождението е бил даскал Трифон, известен като поп Трифон. През 1907 г. по време на учителстването на Димитър Попгеоргиев е построена сградата на новото училище – ОУ „Климент Охридски“. Първите местни учители са били Атанас Тодоров – около 1890 г. и Атанас Попов – директор – син на Димитър Попгеоргиев.
През 20-те години на XX век в селото за кратко съществува толстоистка колония.
Читалище „Светлина“ – е основано през 1927 г.
През селото минава ж.п линията за Бургас и София.

## Население
Численост на населението според преброяванията през годините:
| \| Година на преброяване \| Численост \| \| --------------------- \| --------- \| \| 1934 \| 1477 \| \| 1946 \| 1774 \| \| 1956 \| 1862 \| \| 1965 \| 1818 \| \| 1975 \| 2082 \| \| 1985 \| 2222 \| \| 1992 \| 2117 \| \| 2001 \| 2222 \| \| 2011 \| 2457 \| \| 2021 \| 2453 \| |           |
| Година на преброяване | Численост |
| 1934 | 1477      |
| 1946 | 1774      |
| 1956 | 1862      |
| 1965 | 1818      |
| 1975 | 2082      |
| 1985 | 2222      |
| 1992 | 2117      |
| 2001 | 2222      |
| 2011 | 2457      |
| 2021 | 2453      |

### Етнически състав
Преброяване на населението през 2011 г.
Численост и дял на етническите групи според преброяването на населението през 2011 г.:
|                     | Численост | Дял (в %) |
| Общо                | 2457      | 100.00    |
| Българи             | 2002      | 81.48     |
| Турци               | 17        | 0.69      |
| Роми                | 277       | 11.27     |
| Други               | 3         | 0.12      |
| Не се самоопределят | 17        | 0.69      |
| Неотговорили        | 141       | 5.73      |

## Културни и природни забележителности
В околностите на Скутаре са намерени доста монети, между които римски, колониални и византийски анонимни от времето на Иван Цимисхий 969 – 976 г. В оризище близо до селото е намерена една бронзова статуетка на Зевс, висока 15.5 см. Към днешна дата статуетката може да се види в Пловдивския музей. В селското землището се намирали и осем различни по големина могили.
В селото се организират събори 2 пъти годишно – единият е на Великден, а другият – на Илинден.

### Бележити личности
Бележити личности на село Скутаре са Хубен Неделчев Хубенов, Васко Илиев Добрев и Стоян Стоянов.
- Хубен Хубенов е роден през 1929 г. Син на свещеника Неделчо Хубенов. Основното си образование завършва в селото, средното и висшето – в град Пловдив. Работи като лекар интернист, фито- и кинезетерапевт, с научни публикации по вътрешни болести и клинична цитология. Член на Съюза на българските писатели и на Клуба на писателите лекари. Има издадени над 10 книги с различна тематика. Хубенов е античен историк и полиглот – ползва 15 чужди езика.
- Васко Добрев е роден на 11 август 1956 г. в град Пловдив. Основното си образование завършва в село Скутаре, средното – в град Пловдив, висшето – в Русенския университет през 1983 г. Защитил е дисертация за доктор на техническите науки. Доцент в Русенския университет.
- Стоян Стоянов е роден през 1983 г. в Пловдив и по-късно се заселва в Скутаре с родителите си. Защитава дисертация за доктор в корпоративните финанси в университета в Ню Йорк. Носител на награди в областта на икономиката и финансите.